# Bad Frankenhausen/Kyffhäuser
Bad Frankenhausen/Kyffhäuser is een gemeente in de Duitse deelstaat Thüringen, en maakt deel uit van het district Kyffhäuserkreis.
Bad Frankenhausen/Kyffhäuser telt 10.019 inwoners.

## Indeling van de gemeente
De gemeente bestaat uit de eigenlijke stad en vijf Ortsteile; dit zijn: 
- Esperstedt (in het oosten)
- Ichstedt (in het noordoosten)
- Ringleben (10 km ten oosten van Bad Frankenhausen; 5 km ten W van Artern)
- Seehausen (in het zuiden), met een grote kazerne van de Bundeswehr
- Udersleben (in het noordoosten).

## Geografie, verkeer
De gemeente ligt aan de zuidflank van de heuvelrug Kyffhäuser.  De streek,  waarin zij ligt, bestaat uit, vanwege de lössbodem, zeer vruchtbaar akkerland, en heeft daarom de bijnaam Diamantene Aue.
Niet ver ten westen van Bad Frankenhausen ligt Sondershausen,  en ten oosten ervan ligt Artern, aan de rivier de Unstrut. Niet ver ten noorden van Bad Frankenhausen is de grens met de deelstaat Saksen-Anhalt.
De voornaamste hoofdverkeersweg in de gemeente is de Bundesstraße 85. Ongeveer 12 km ten zuidoosten van Bad Frankenhausen ligt afrit 3 van de Autobahn A 71. Vanaf dit punt zuidwaarts is het 40 à 50 km rijden naar Erfurt, de grootste stad in de wijdere omgeving van Bad Frankenhausen. Op ongeveer 20 km ten noorden van Bad Frankenhausen ligt het stadje Berga. Bij deze plaats ligt, in de B85, afrit 13 van de Autobahn A 38. Deze A 38 loopt van Friedland bij Göttingen oostwaarts en eindigt op Dreieck Parthenaue tussen plattelandsstadjes ten zuidoosten van Leipzig.
Bad Frankenhausen is karig bedeeld met openbaar vervoer. Op de spoorlijn, die door de gemeente loopt, reden tot 2008 alleen goederentreinen, o.a. om tanks van en naar de kazerne in de gemeente te vervoeren. Nadien is de spoorlijn gedeeltelijk opgebroken en verwijderd, om voor een fietspad plaats te maken. Een ander deel  van de spoorlijn moet weer voor  militaire en goederentreinen  berijdbaar worden,  maar daarvoor zou de  Bundeswehr de vervanging van een bouwvallige spoorbrug over de Unstrut moeten bekostigen,  en dat geld is er voorlopig niet.  Busvervoer is beperkt tot, doorgaans alleen op werkdagen in de spitsuren rijdende, school- en streekbussen. Het 15 km ten oosten van Bad Frankenhausen gelegen stadje Artern heeft een station aan een spoorlijn tussen Sangerhausen en Erfurt Hauptbahnhof, respectievelijk 14 km ten noorden en 56 km ten zuidwesten van station Artern.
Op 3 km ten oosten van Bad Frankenhausen ligt een klein zweefvliegterrein, genaamd Flugplatz Bad Frankenhausen. Het veldje heeft ICAO-code EDOF. Het bestaat uit een graspiste van 650 m lengte en 30 m breedte. De geografische coördinaten luiden: ♁51° 22′ 23″ N (noorderbreedte), 11° 8′ 29″ O (oosterlengte).

## Geschiedenis, economie

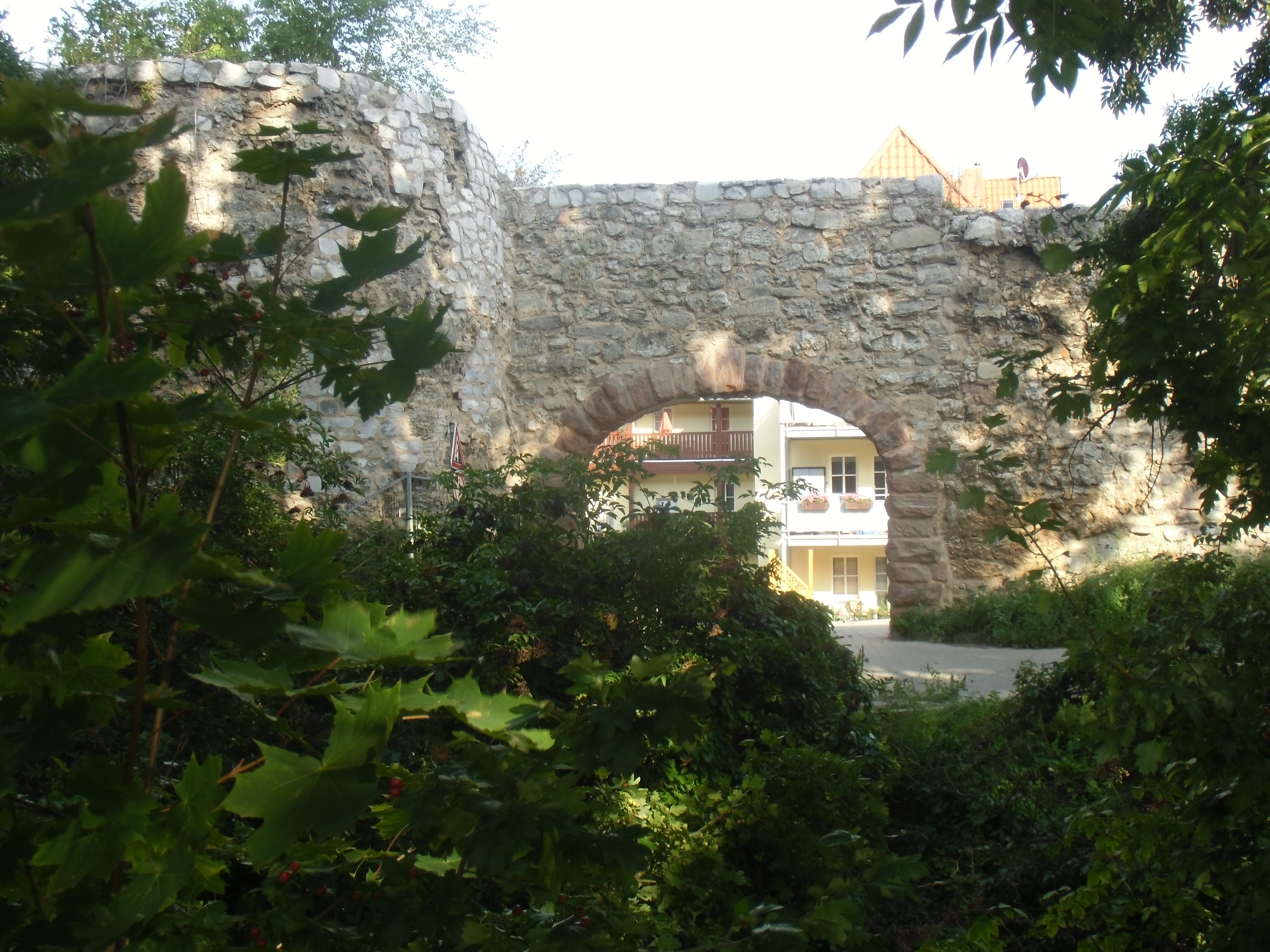
Restant van de middeleeuwse stadsmuur, Frankenhausen
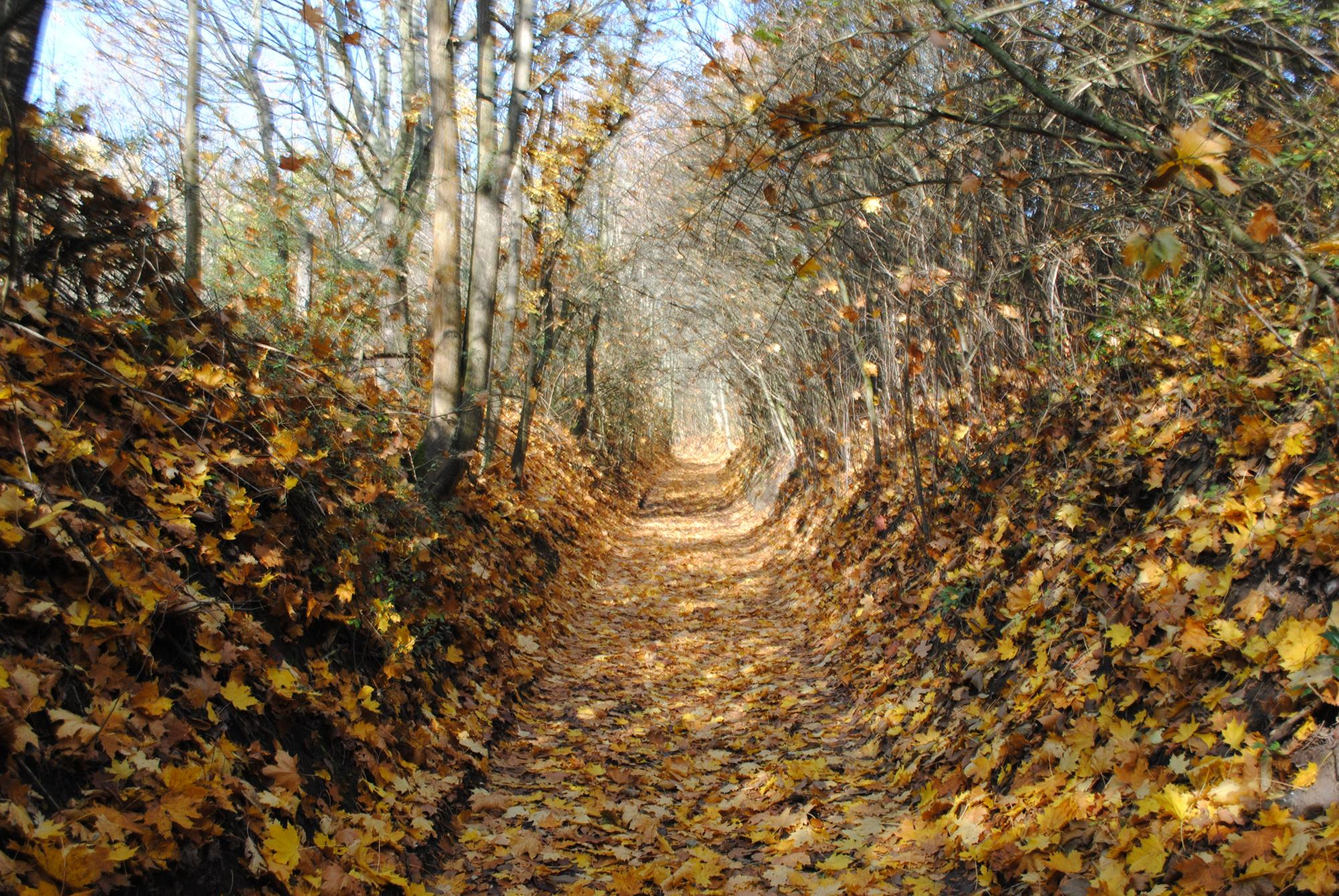
De plaats, die sinds de slag van 1525 Blutrinne, bloedgoot wordt genoemd
Ligging van de Ober- en Unterherrschaft van Schwarzburg, 1571
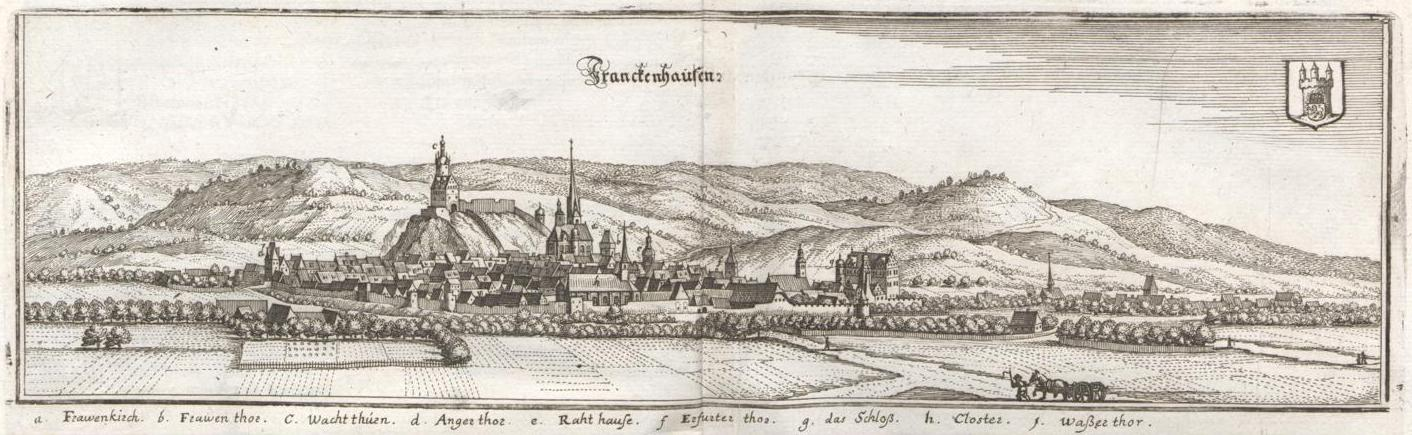
Merian-prent van Frankenhausen, circa 1650
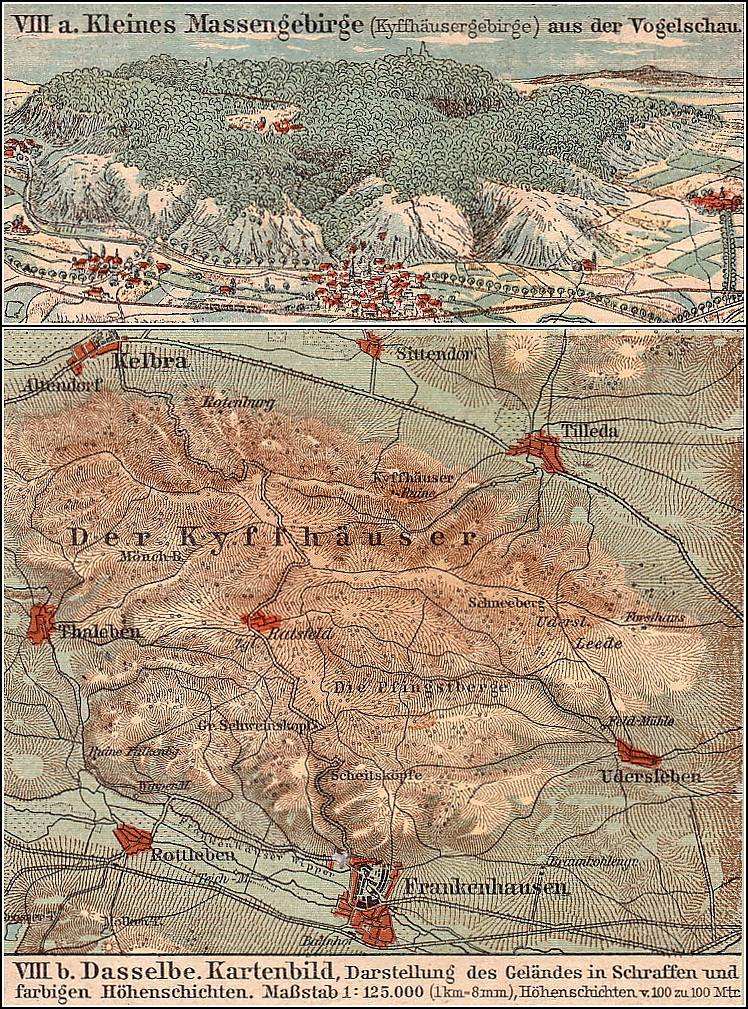
19e-eeuwse kaart van de heuvelrug Kyffhäuser

In de heuvels ten noordwesten van het huidige Frankenhausen hebben vanaf omstreeks 10.000 jaar vóór het begin der jaartelling mensen gewoond en rituele offerplechtigheden gehouden. Onder andere zouden de Kelten er in de IJzertijd een belangrijke cultusplaats hebben gehad, met name in een aantal, in 1950 bij archeologisch onderzoek ontdekte en onderzochte, nauwe grotten. 
Frankenhausen ontstond in de 9e eeuw als nederzetting van Franken, nabij een minerale bron, die vanuit een op een heuveltop gelegen burcht tegen ongewenste bezoekers werd beschermd. In 1282 verwierf de plaats stadsrechten. Vanaf 1340 lag Frankenhausen in het machtsgebied van het Huis Schwarzburg.
Reeds in 998 was er een zouthoudende minerale bron in exploitatie. Ter plaatse zijn nog steeds twee artesische bronnen aanwezig; vanaf een diepte van 343-346 meter borrelt daar zout- en sulfaathoudend bronwater omhoog.. Deze werd tot en met de 18e eeuw alleen gebruikt voor de zoutwinning (zoutziederij), daarna voor het kuurbedrijf. Tot in de eerste helft van de  19e eeuw betrokken de zoutzieders van Frankenhausen bruinkool, die rondom het naburige Esperstedt werd uitgegraven. Grootschalige bruinkoolwinning in Esperstedt is, doordat de kolenlaag te dun was, nooit tot stand gekomen.
In 1525 vond op de heuvel bij de stad, die sindsdien Schlachtberg heet, een van de laatste en ook bloedigste veldslagen van de Duitse Boerenoorlog plaats. Zesduizend boeren vonden hierbij de dood.
Van het eind van de 16e eeuw tot 1871 behoorde Frankenhausen tot de zogenaamde Unterherrschaft van het Vorstendom Schwarzburg-Rudolstadt. De heren Von Schwarzburg lieten na de Duitse Boerenoorlog in 1536 een nieuw kasteel in renaissancestijl bouwen, dat als Schloss Frankenhausen bekend werd. In 1689 werd Frankenhausen door een stadsbrand grotendeels verwoest. Ook het kasteel liep daarbij forse schade op, die nadien slechts provisorisch is hersteld.
In de 19e en de eerste helft van de 20e eeuw kende Frankenhausen enige industrie, waaronder een fabriek van parelmoeren knopen. De tegenwoordige industrie en nijverheid is van uitsluitend plaatselijke betekenis. Verder was er van 1896 tot 1946 een technische hogeschool gevestigd. In 1896 verkreeg Frankenhausen aansluiting op het spoorwegnet, hetgeen het kuurtoerisme sterk bevorderde. De spoorwegverbindingen werden in de jaren tot 1996 voor reizigersvervoer opgeheven, in 2008 ook voor goederenvervoer.
Zoals ook in veel andere plaatsen in Thüringen, werden te Bad Frankenhausen in de zorginstellingen in de nazi-periode (1933-1945) tientallen patiënten weggevoerd en in het kader van de euthanasie-actie Aktion T-4 vermoord. Ook de meeste Joden en communisten uit de stad overleefden de holocaust niet. In de Tweede Wereldoorlog werden krijgsgevangenen en dwangarbeiders uit concentratiekampen ingezet in de plaatselijke industrie en landbouw. Hun arbeidsomstandigheden waren meestal slecht, soms zelfs onmenselijk.
In april 1945 werd Bad Frankenhausen na enige dagen van schermutselingen veroverd door Amerikaanse troepen. Daarbij vielen enkele tientallen doden. In juli 1945 werd de plaats, zoals geheel Thüringen, overgedragen aan  het Sovjet-Russische Rode Leger.
Van 1949 tot 1990 maakte Bad Frankenhausen/Kyffhäuser deel uit van de communistische DDR.
Op 1 januari 1973 werd de gemeente Seehausen opgenomen in Bad Frankenhausen. Op 9 april 1994 volgde Udersleben en op 1 december 2007 Esperstedt. Op 1 januari 2019 ten slotte werden de gemeenten Ichstedt en Ringleben opgenomen.

De omliggende dorpen bestaan vooral van de landbouw. De grond is er vruchtbaar en leent zich voor intensieve akkerbouw.
De stad  Frankenhausen is sinds 1972 een garnizoensstad. Ook nu nog is het leger, de Bundeswehr, verreweg de belangrijkste werkgever van de gemeente.  In de Kyffhäuser-kazerne zijn o.a. logistieke en tankbataljons gelegerd.
De minerale,  zouthoudende bronnen zijn sinds de 19e eeuw in gebruik voor het nemen van als geneeskrachtig beschouwde baden; sinds 1818 is Frankenhausen een kuuroord. Vanaf 1927 mocht de stad, bij wijze van erkenning als kuuroord, het woordje Bad vóór de plaatsnaam voegen. In 1996 werd een nieuw thermaalbad geopend, en in 2007 het predicaat staatlich anerkanntes Sole-Heilbad toegekend. Het kuurbedrijf en het toerisme vormen nog altijd de op een na belangrijkste bron van inkomsten in de gemeente.

## Bezienswaardigheden

### MuseumBauernkriegspanorama

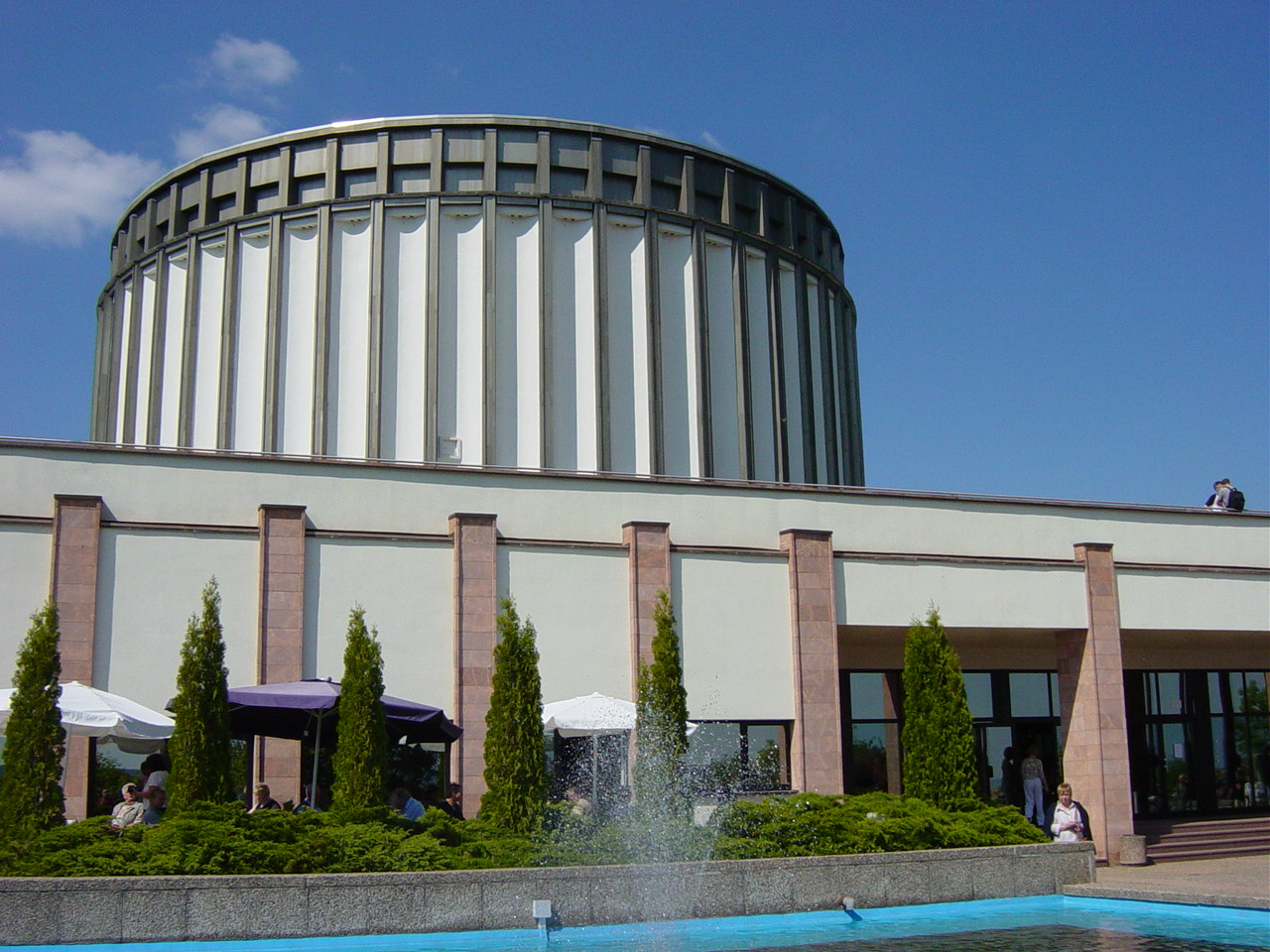
Het Bauernkriegspanorama op de Schlachtberg

Op de heuvel Schlachtberg bij de stad staat het Panoramamuseum of Bauernkriegspanorama, een tussen 1976 en 1987 gebouwd museum met daarin een tussen 1983 en 1987 geschilderd panorama. Het 1.722 vierkante meter grote schilderij stelt taferelen uit de Duitse Boerenoorlog (1524-1525) voor.
De schilder, die het panorama ontwierp en grotendeels ook zelf schilderde was Werner Tübke. De bedoeling van de bouw van het, in die tijd zwaar op de begroting drukkende, dus dure, monument was propagandistisch. De regering van de DDR beschouwde de Boerenoorlog als een vroeg voorbeeld van klassenstrijd. Ook de radicale, protestantse prediker Thomas Müntzer werd geëerd. In tegenstelling tot Maarten Luther, die zich van het door de boerenmilities gebruikte geweld afkeerde en overliep naar de kant van het gevestigde gezag, zou Müntzer het onderdrukte volk trouw zijn gebleven, en daarvoor de hoogste prijs hebben betaald; hij werd namelijk gefolterd en op gruwelijke wijze ter dood gebracht.
In hoeverre Tübke, die in zijn vooral latere kunst niet als rechtlijnig navolger van de DDR-overheidsdoctrine wordt beschouwd, dit panorama-schilderij tot tevredenheid van de regering heeft uitgevoerd, is omstreden. De stijl van het schilderij wordt door velen tot het magisch realisme, met zelfs enige trekjes van het surrealisme, gerekend.

### Overige
- De stad is een kuuroord. Er zijn twee als geneeskrachtig beschouwde, zouthoudende minerale bronnen. Verder is er een overdekt thermaalbad. Daarmee samenhangend is er een Kurhaus en een kleine revalidatiekliniek aanwezig.
- Zowel in de stad zelf als in de omliggende dorpen staan enige kunst- of architectuurhistorisch interessante kerkgebouwen.
  - In 1962 moest het dak van de kerk Maria op de Berg of Oberkirche, Bovenkerk afgehaald worden. De kerk is sindsdien een ruïne. De markante kerktoren of Scheve Toren van Bad Frankenhausen staat 4,97 graden uit het lood, en wordt regelmatig onderhouden en gecontroleerd. De Scheve Toren is zodoende schever  dan de Scheve Toren van Pisa. De toren kan bezichtigd en in beperkte mate beklommen worden.
- De omgeving van Bad Frankenhausen is mooi, met name de aan de noordkant gelegen heuvelrug Kyffhäuser met zijn historische monumenten en uitzichtpunten leent zich voor, ook meerdaagse, wandel- of fietstochten. Er zijn diverse wandel- en fietsroutes uitgezet. Enkele langeafstands-fietsroutes doen Bad Frankenhausen aan.
- Het kasteel in de stad Schloss Frankenhausen huisvest een streekmuseum met een uitgebreide tentoonstelling over de rijke geschiedenis van de stad en haar directe omgeving. Het is, in tegenstelling tot veel soortgelijke musea elders in de regio, dagelijks geopend.

## Afbeeldingen

### Kerkgebouwen e.d.
Al deze kerkgebouwen zijn, voor zover ze nog voor de eredienst worden  gebruikt,  evangelisch-luthers, tenzij anders vermeld. 

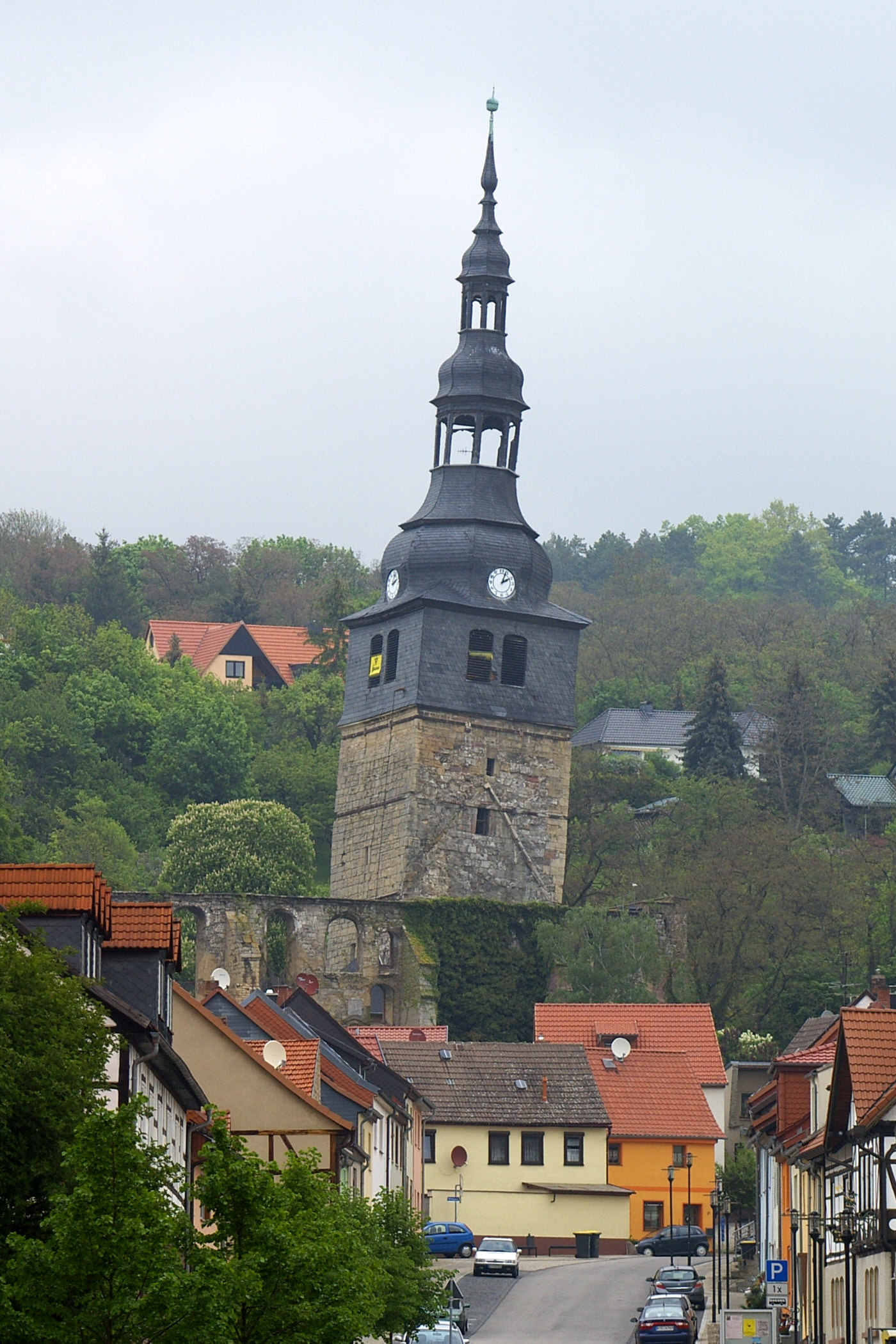
De Oberkirche met de Scheve Toren van  Bad Frankenhausen
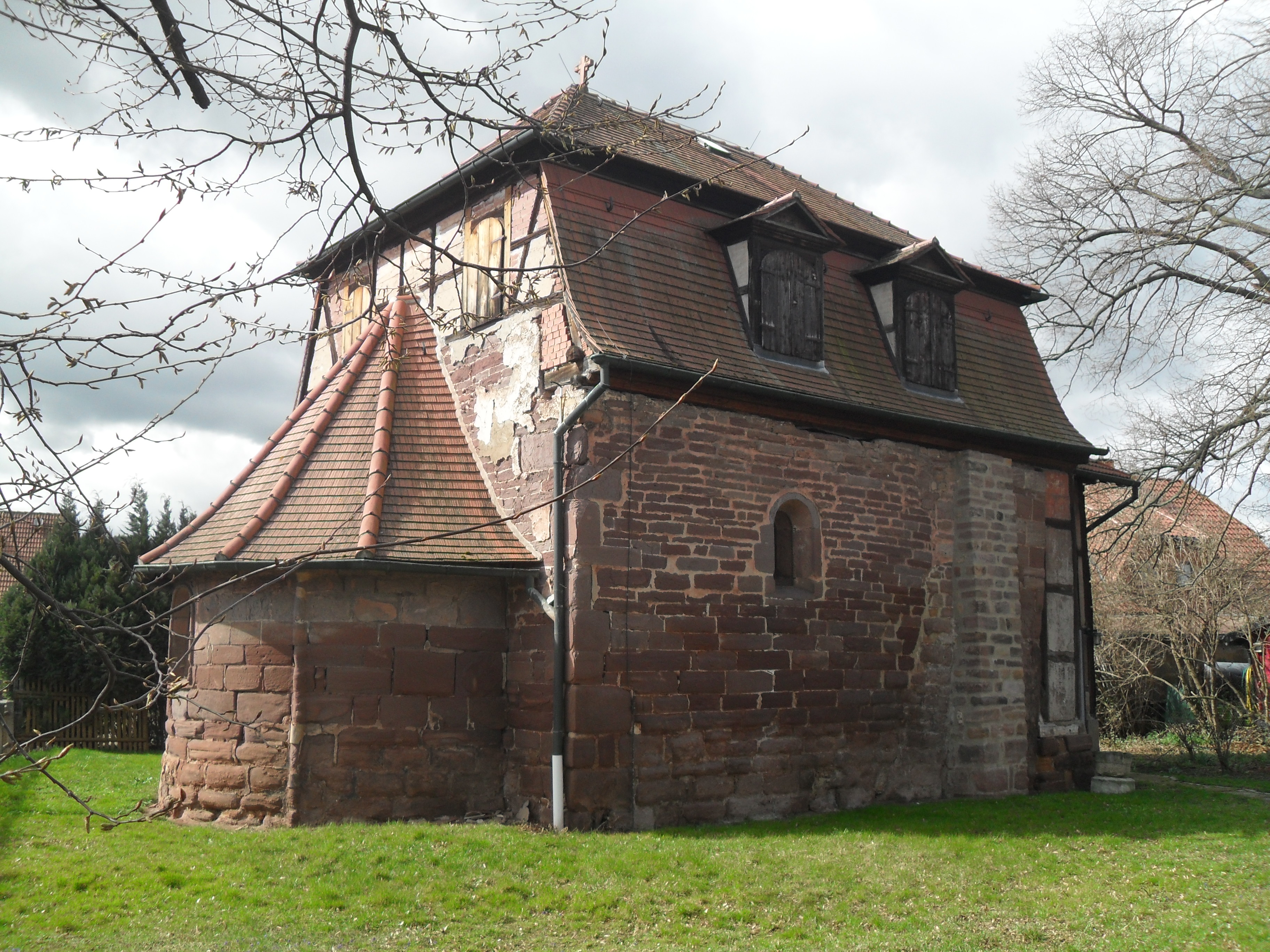
De Sint-Petruskerk  of „Altstädter Kirche“
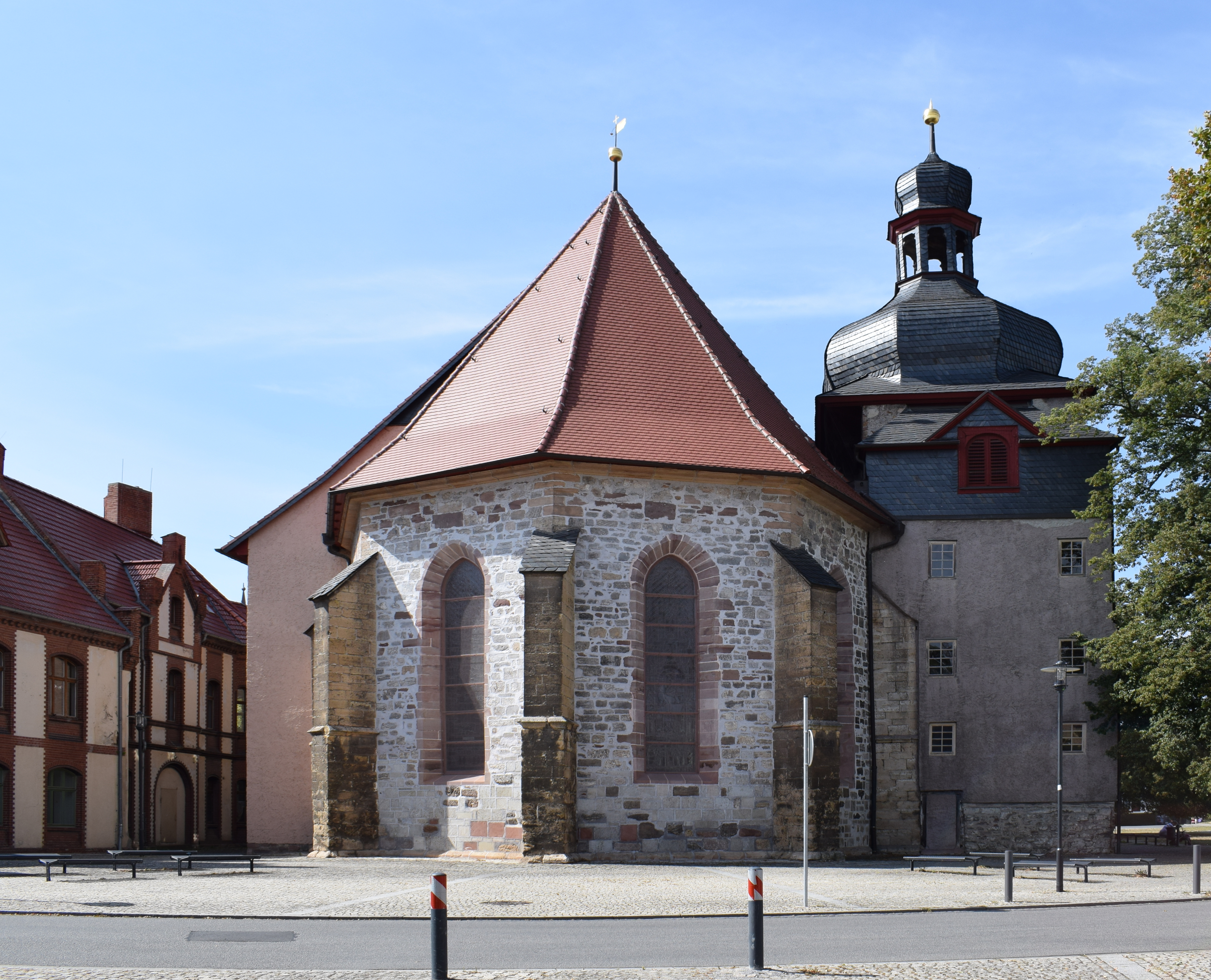
De Maria- of Benedenkerk (1691-1701), met fraai kerkorgel
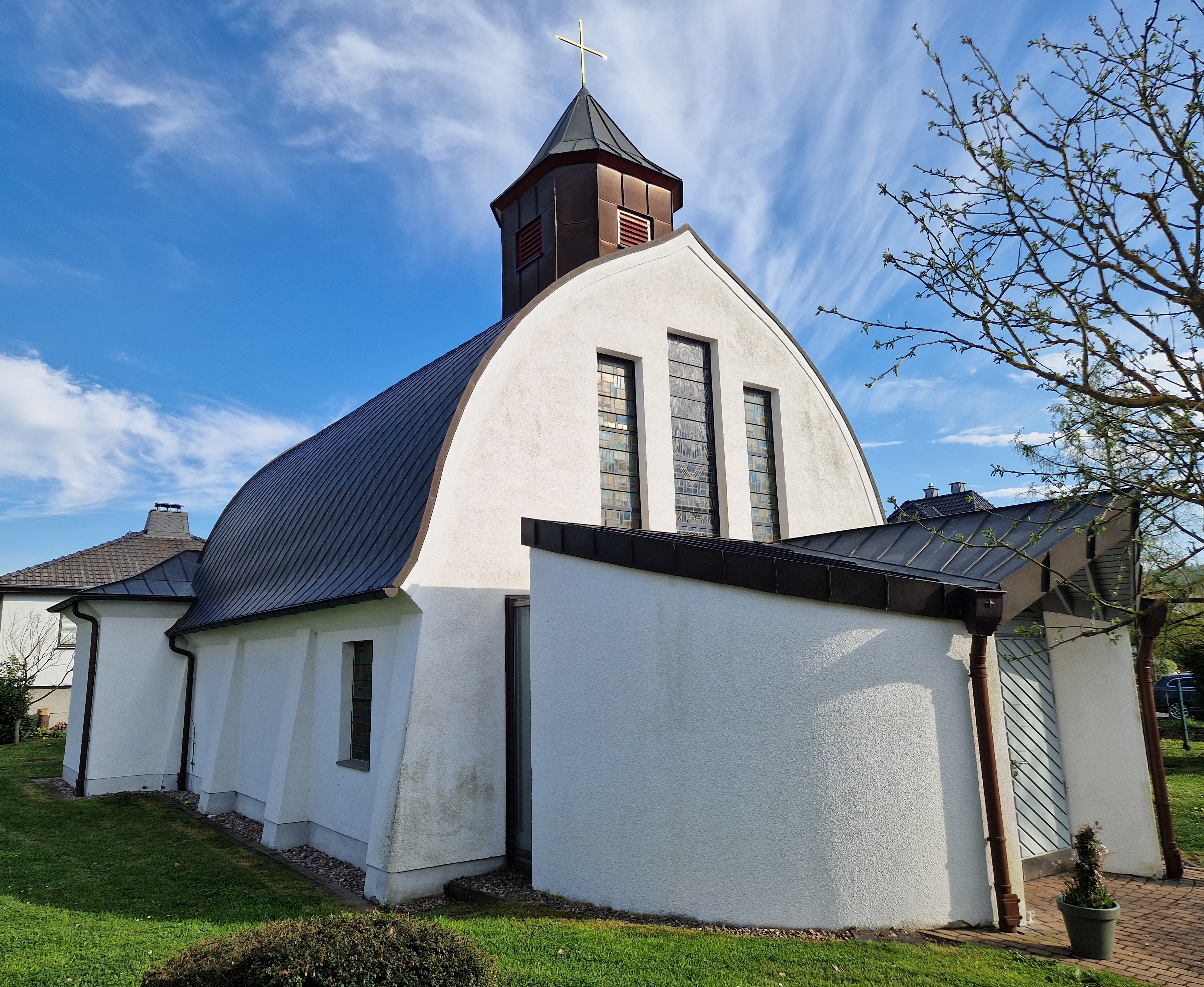
R.K. kerk O.L.V. Tenhemelopneming (1930)
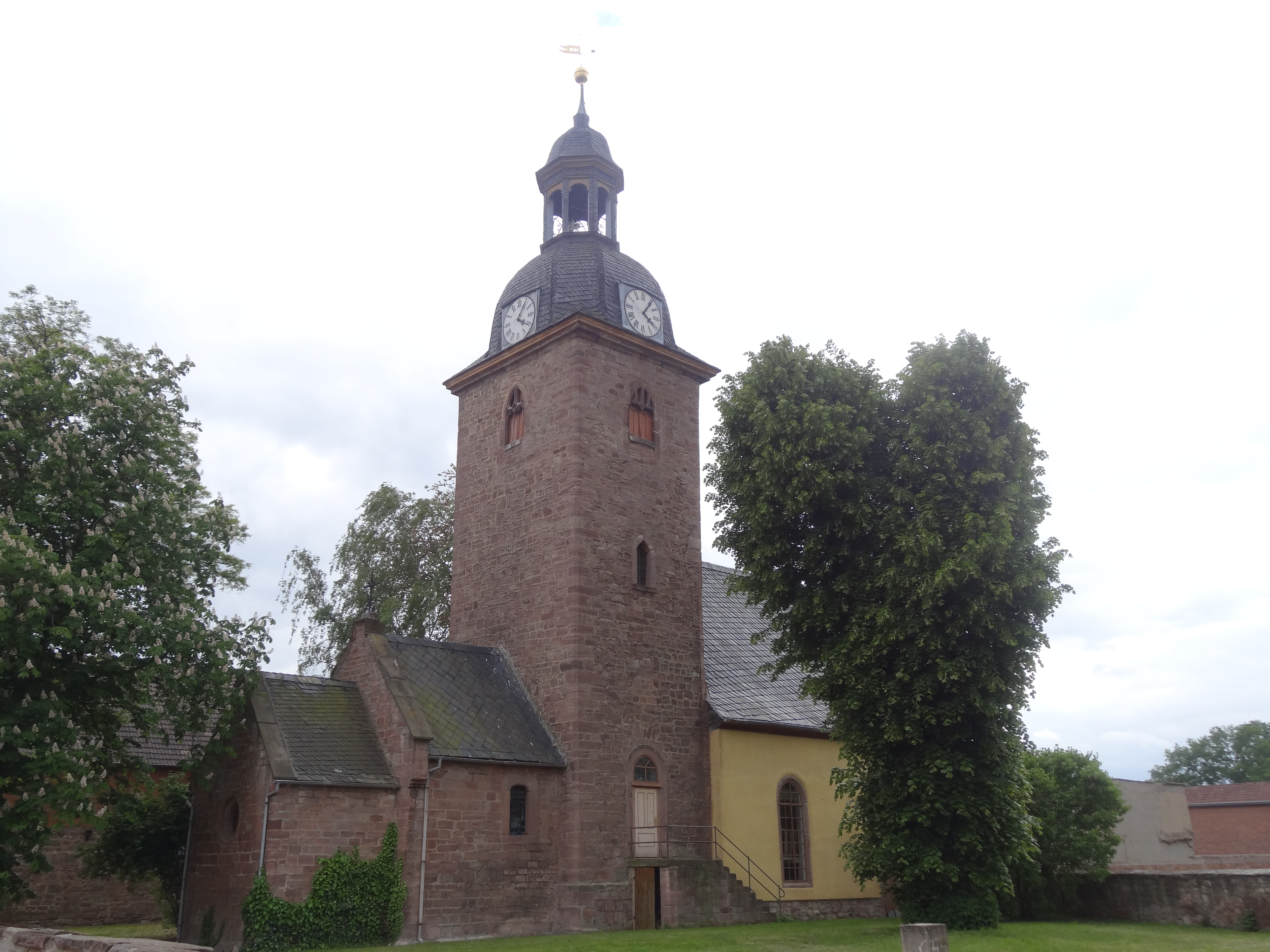
Esperstedt, Johanneskerk (13e eeuw; toren: 16e eeuw)
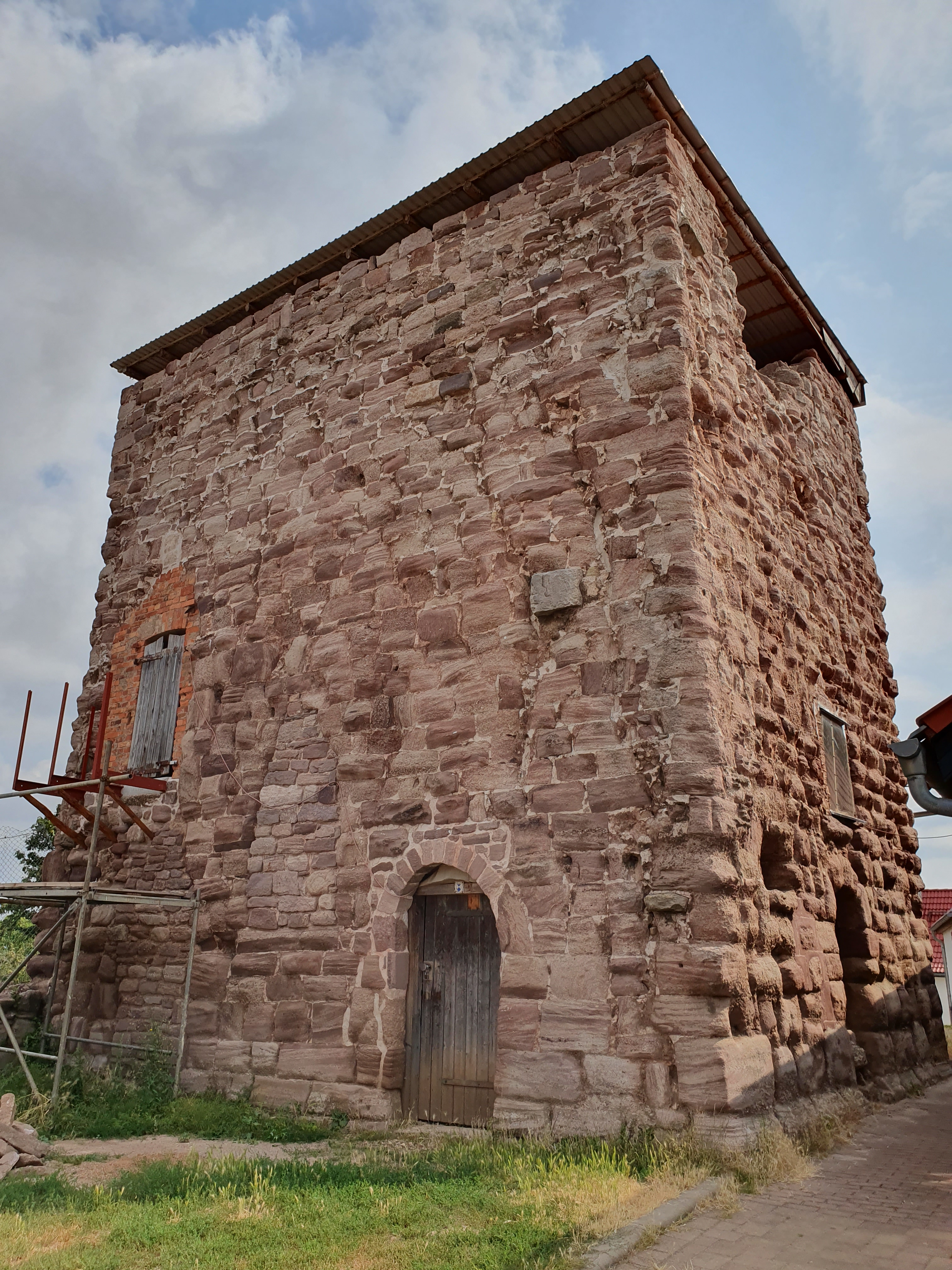
Oude toren (weerkerk), 12e-eeuws, te Ichstedt
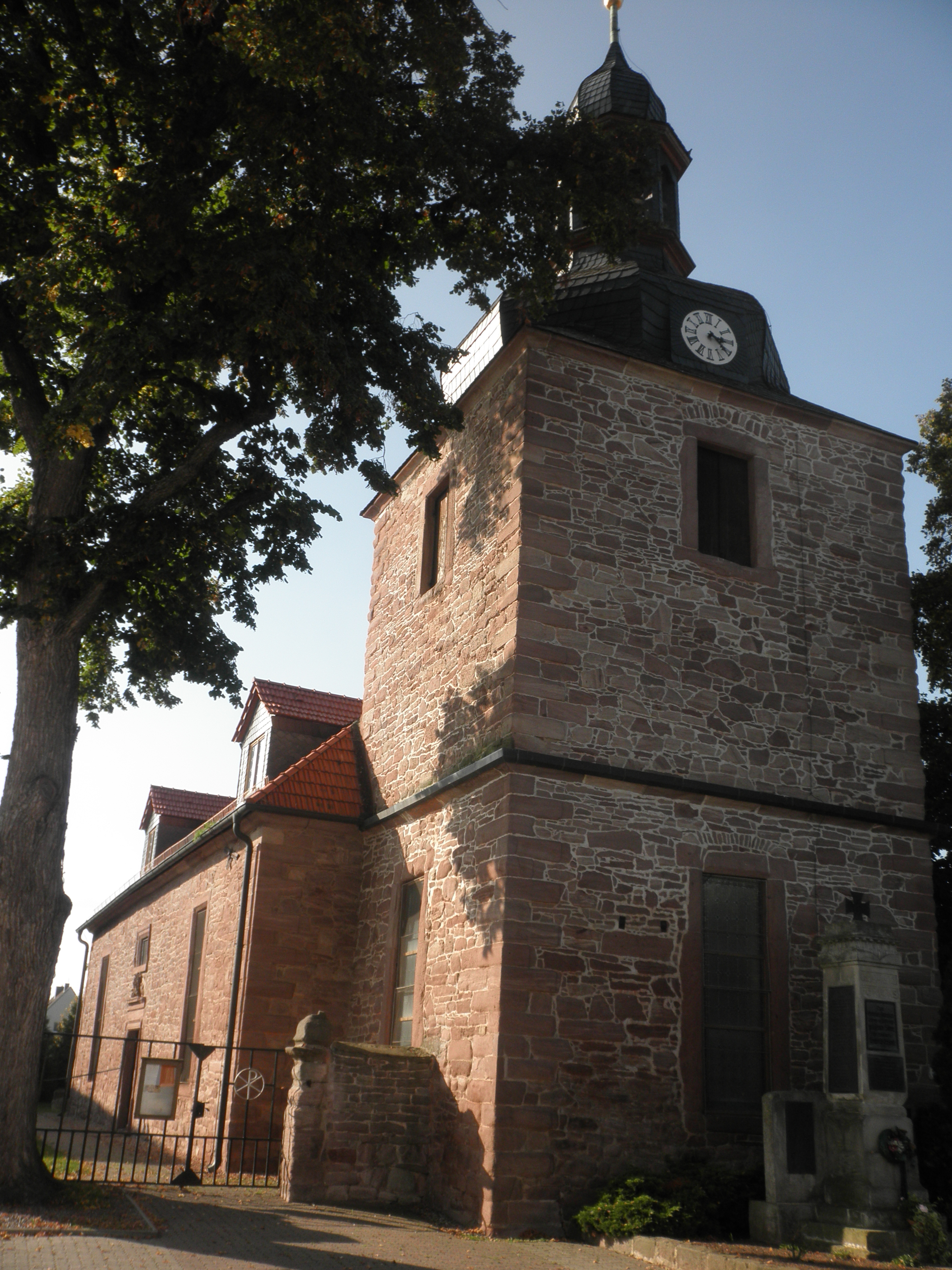
Ichstedt, Sint-Wigbertkerk
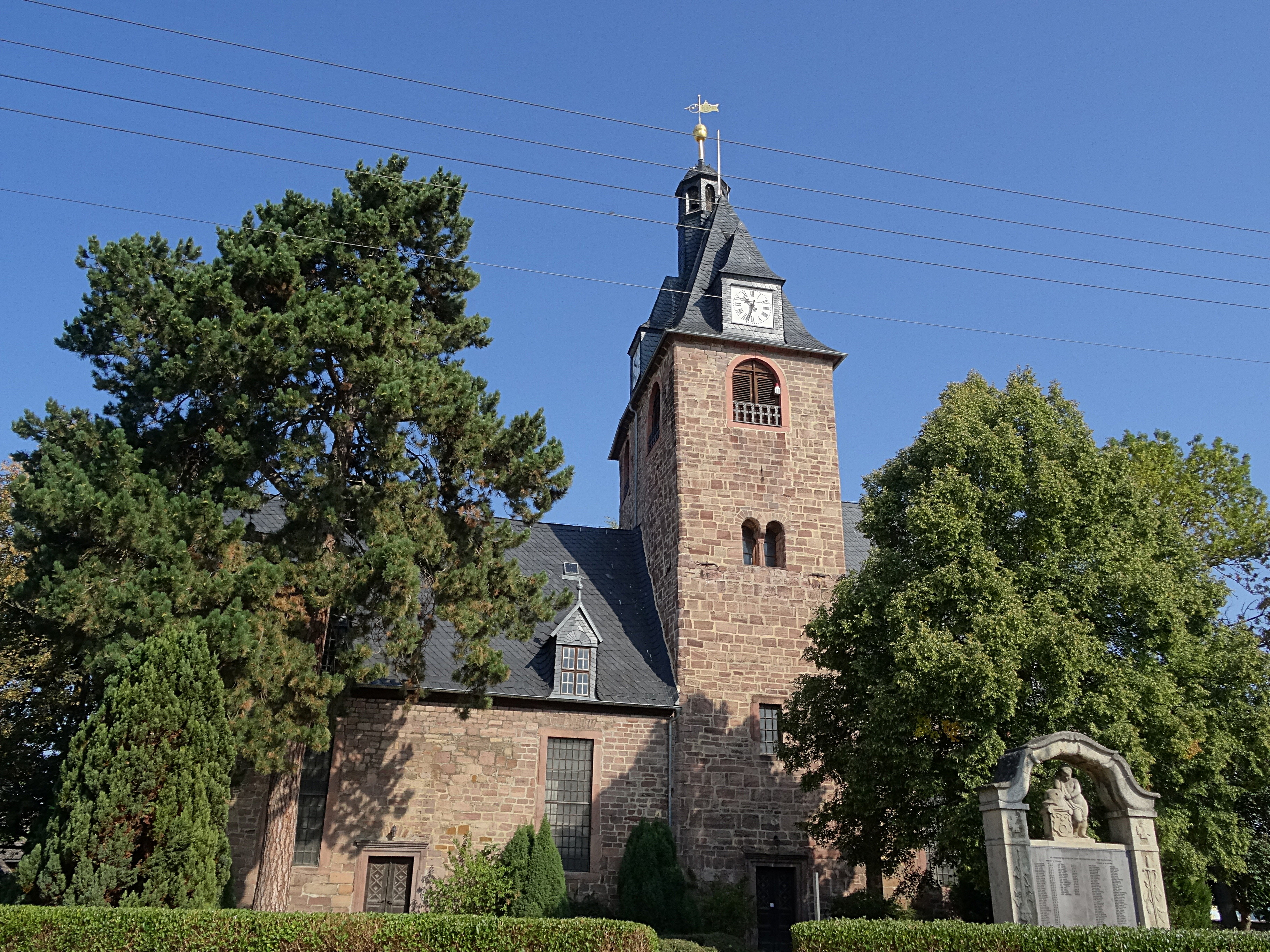
Sint-Valentijnkerk, Ringleben (12e-15e eeuw)
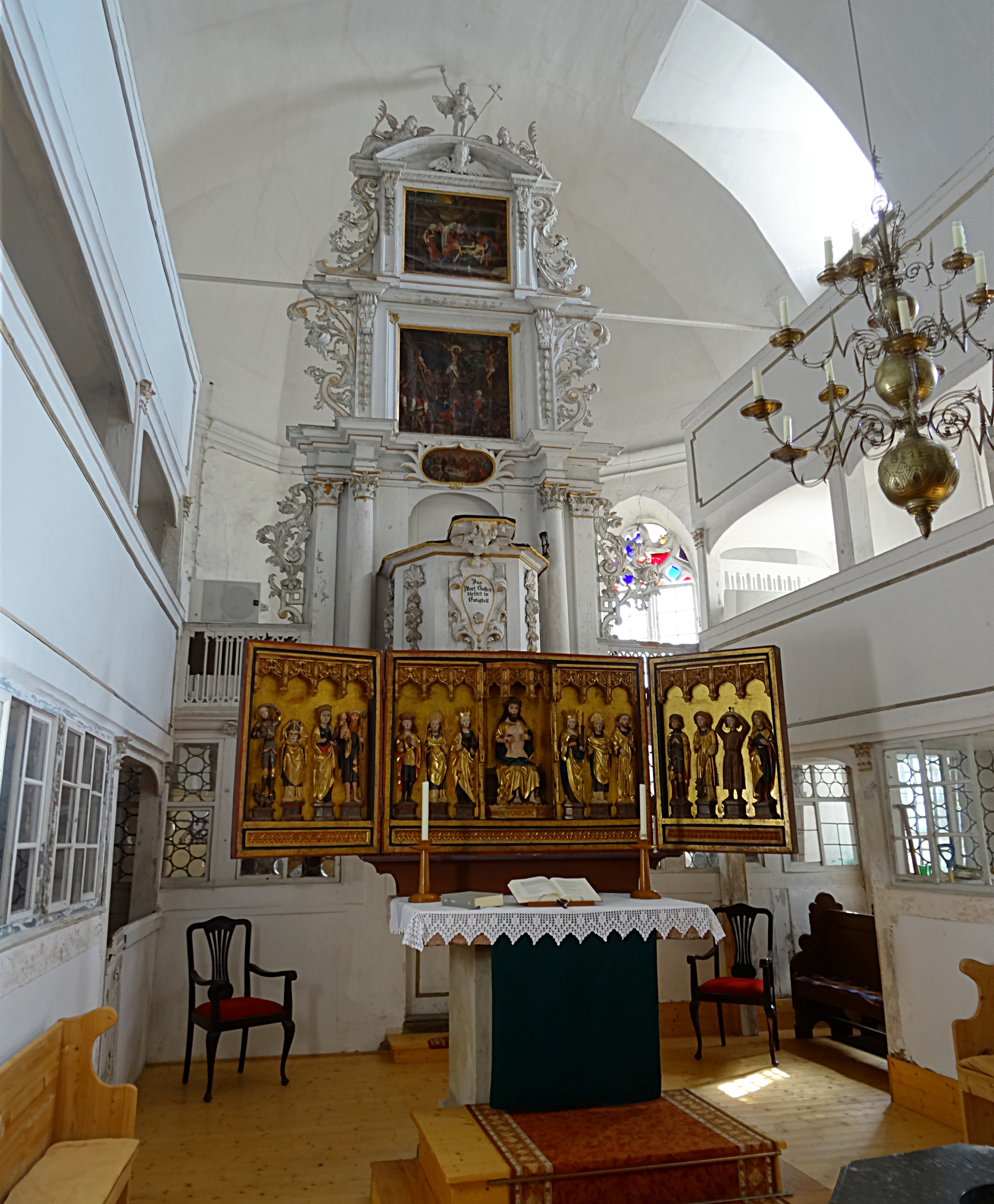
Interieur (1720; barok) van dit kerkgebouw
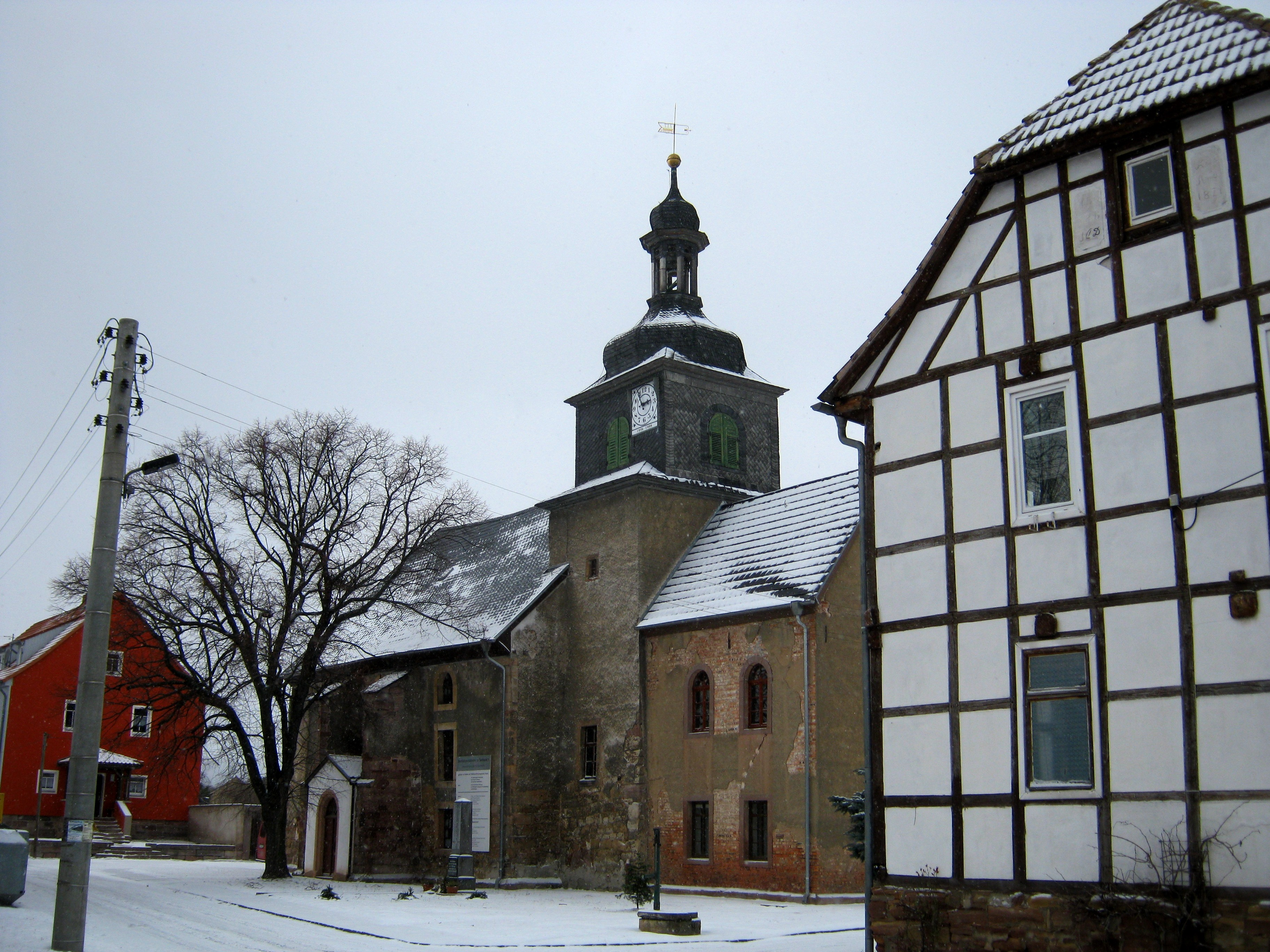
Seehausen, H. Drieëenheidskerk
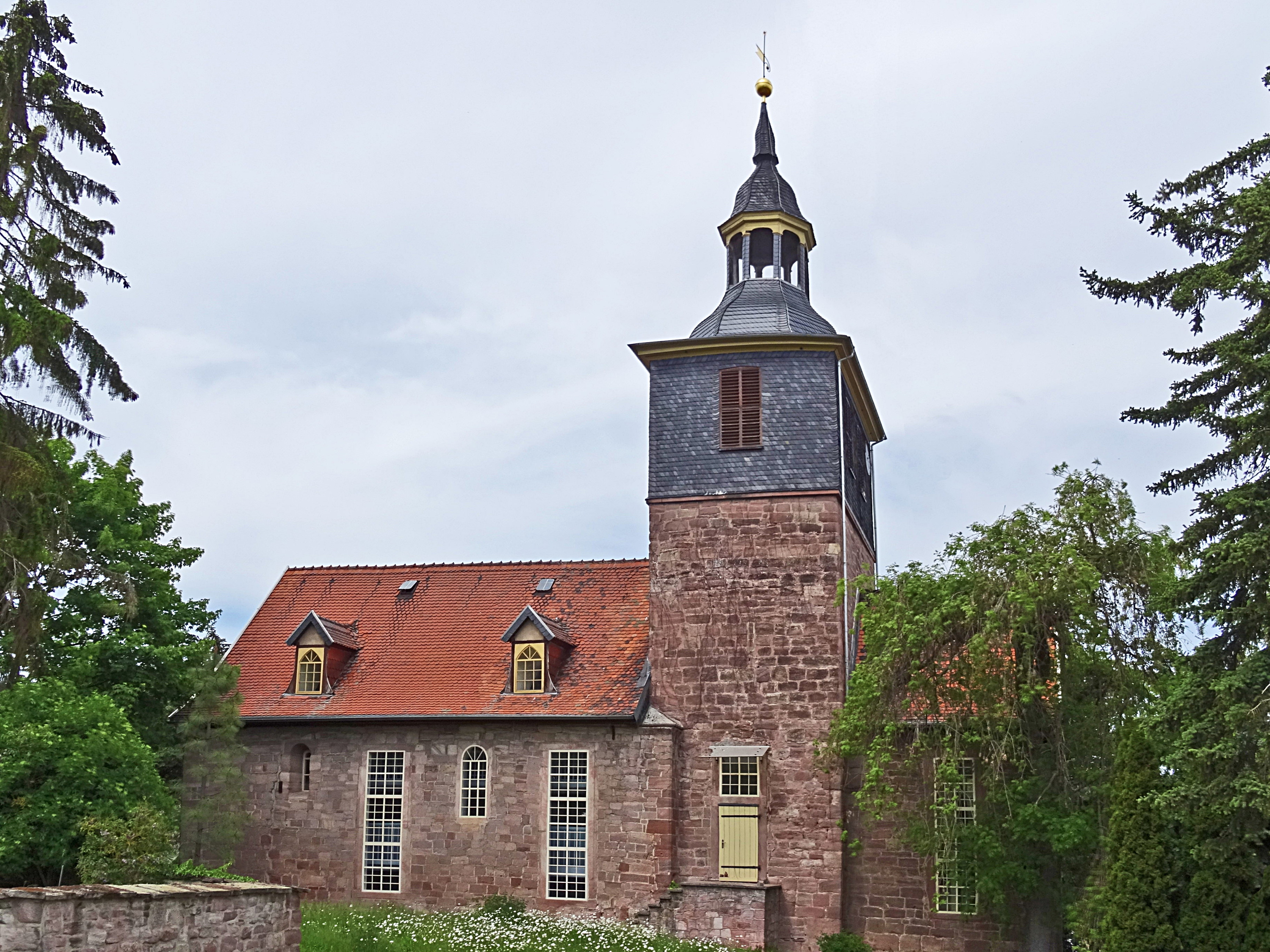
Sint-Galluskerk, Udersleben (ca. 1300; in de 18e eeuw ingrijpend verbouwd)

### Overige

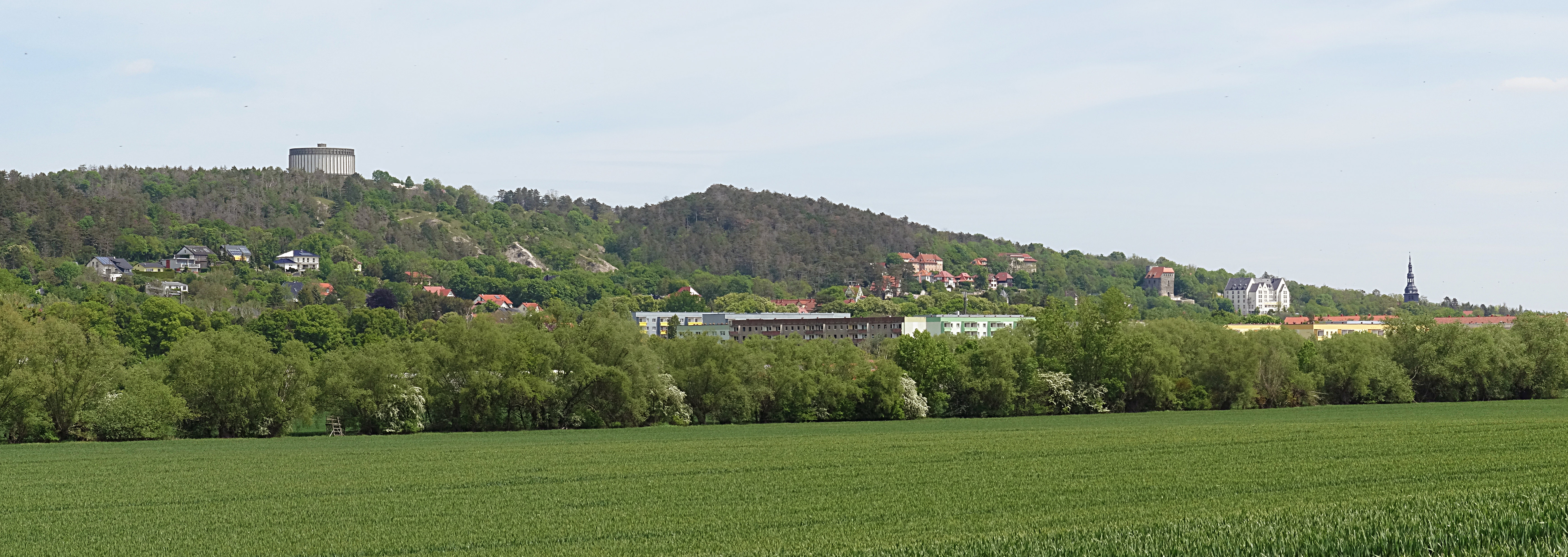
Gezicht op de stad
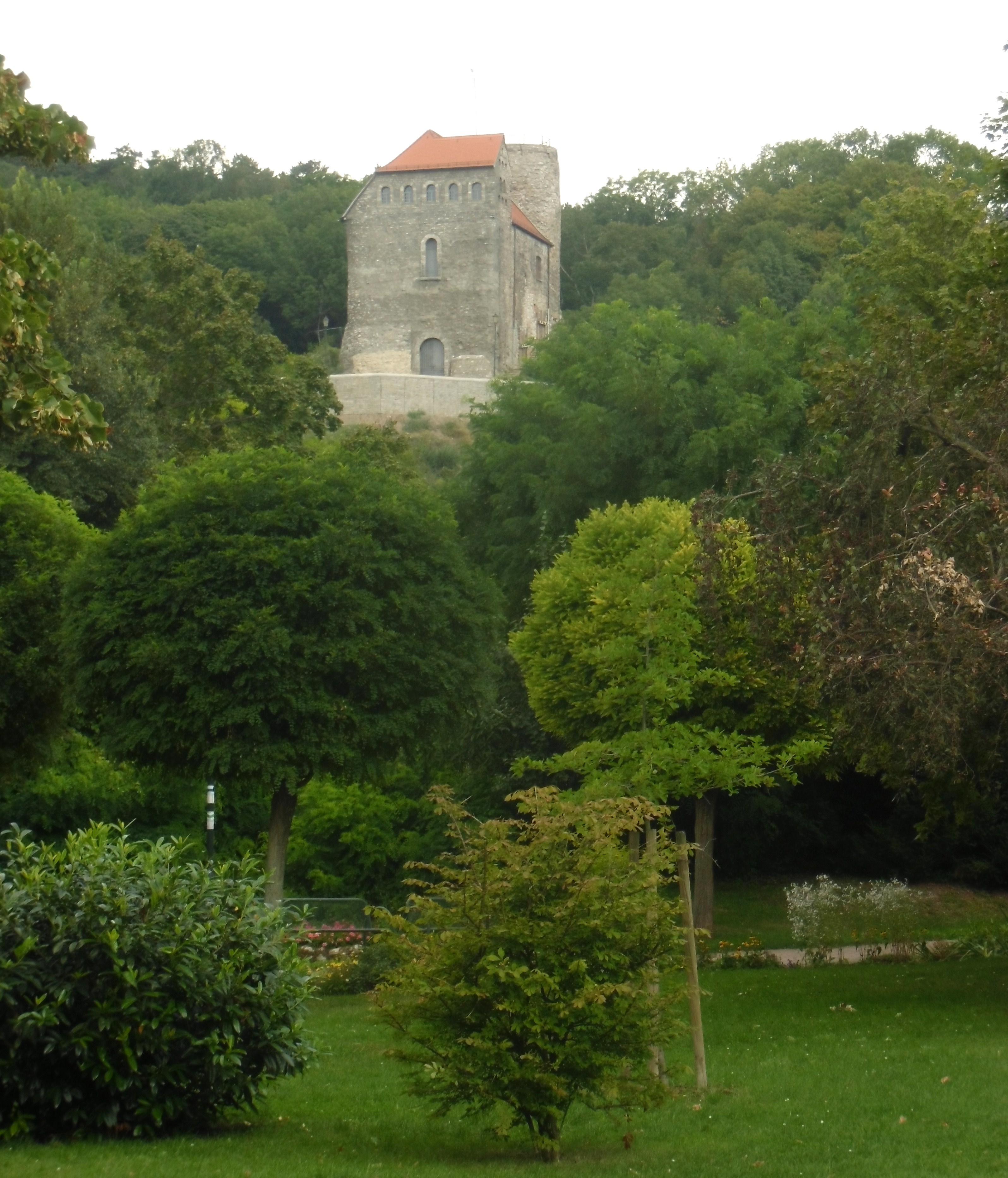
De Hausmannsturm, deel van een voormalig kasteel, waarvan de bouw reeds in 998 was begonnen
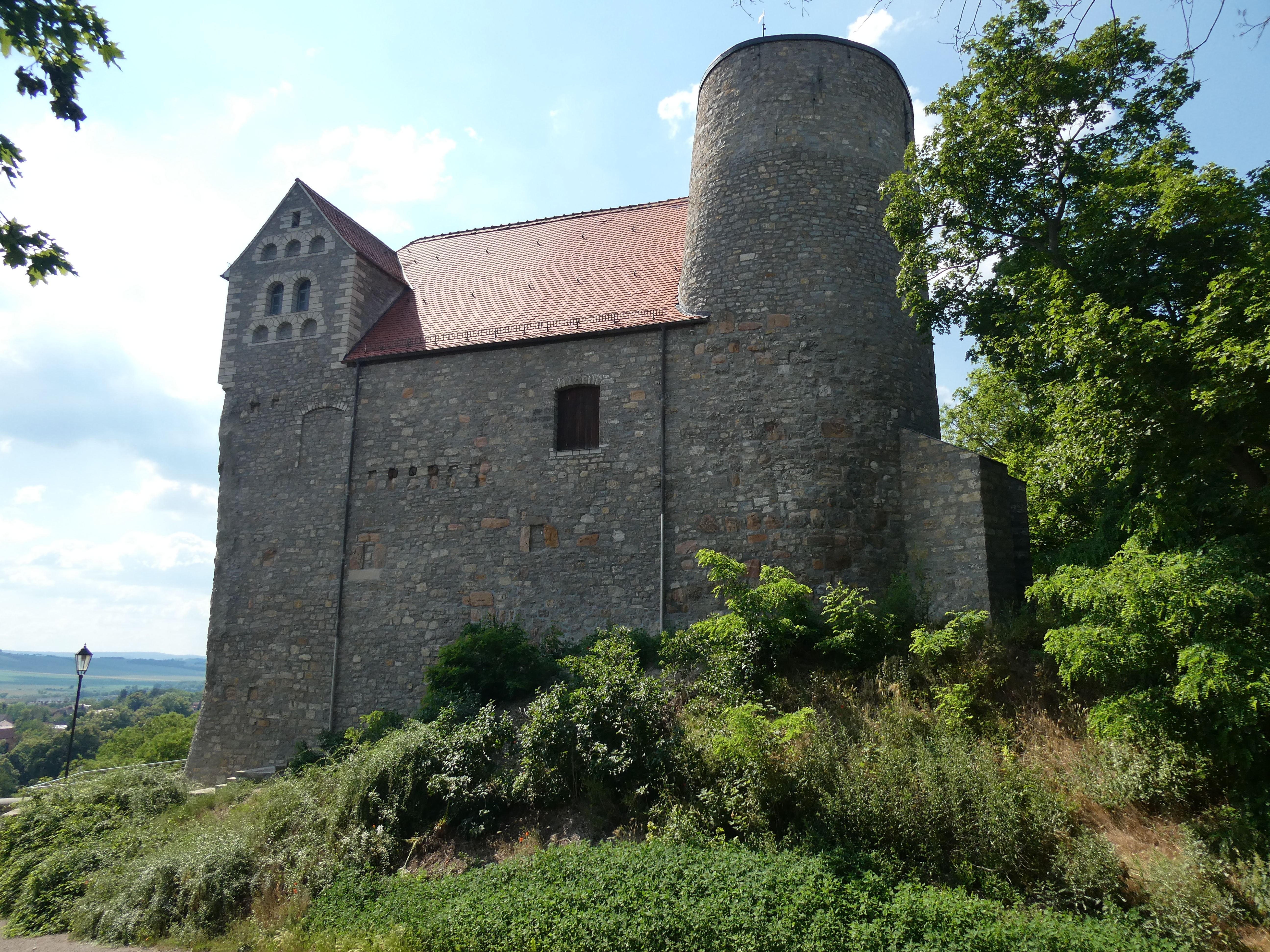
Zijkant van dit kasteel
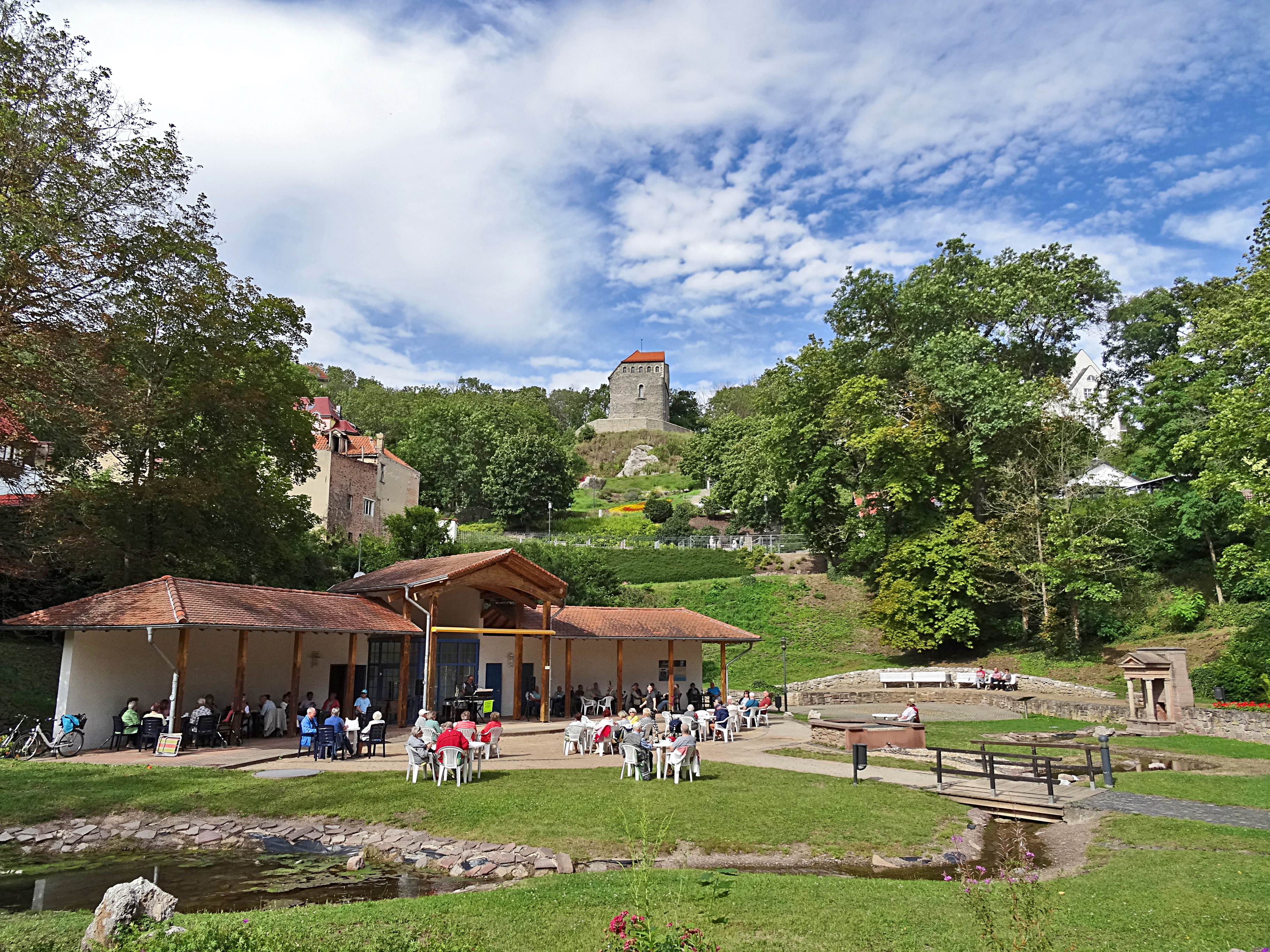
De Quellgrund met de zouthoudende, als geneeskrachtig beschouwde, Elisabethquelle
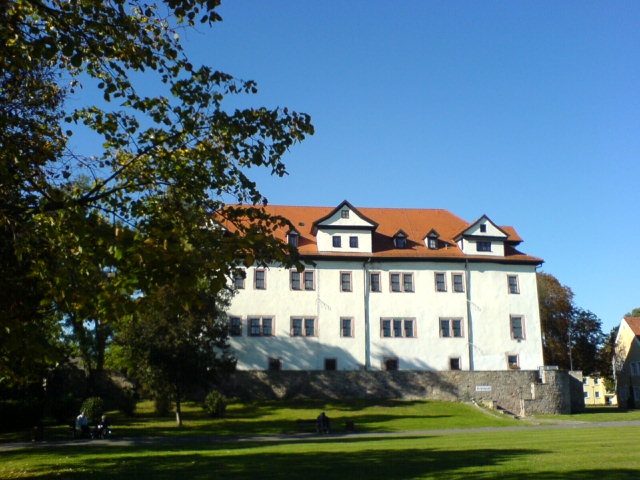
Schloss Frankenhausen, kasteel dat het stedelijke historische museum huisvest
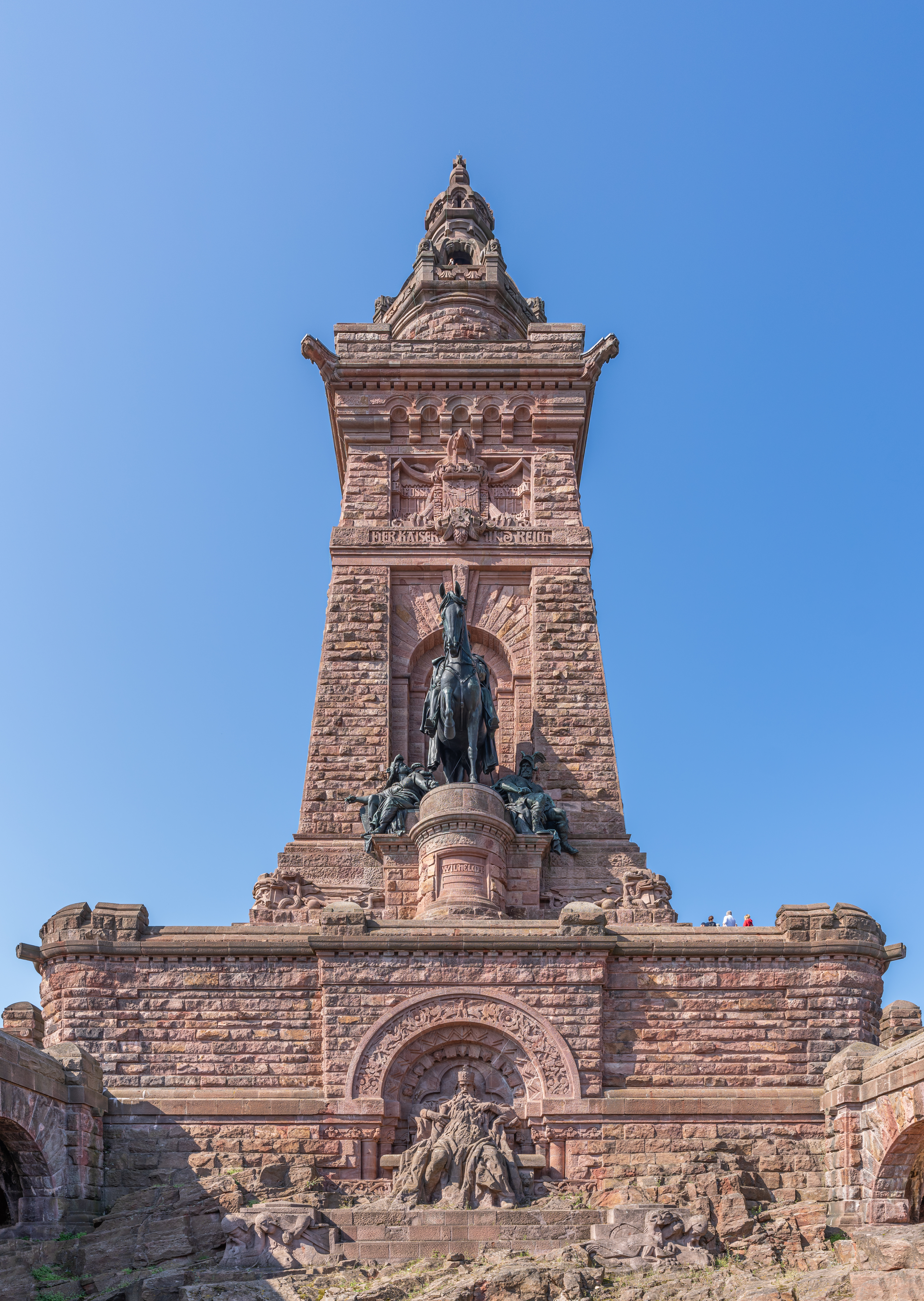
Het Kyffhäusermonument (1890-1896) voor Keizer Wilhelm I op de grens met Steinthaleben, gemeente Kyffhäuserland
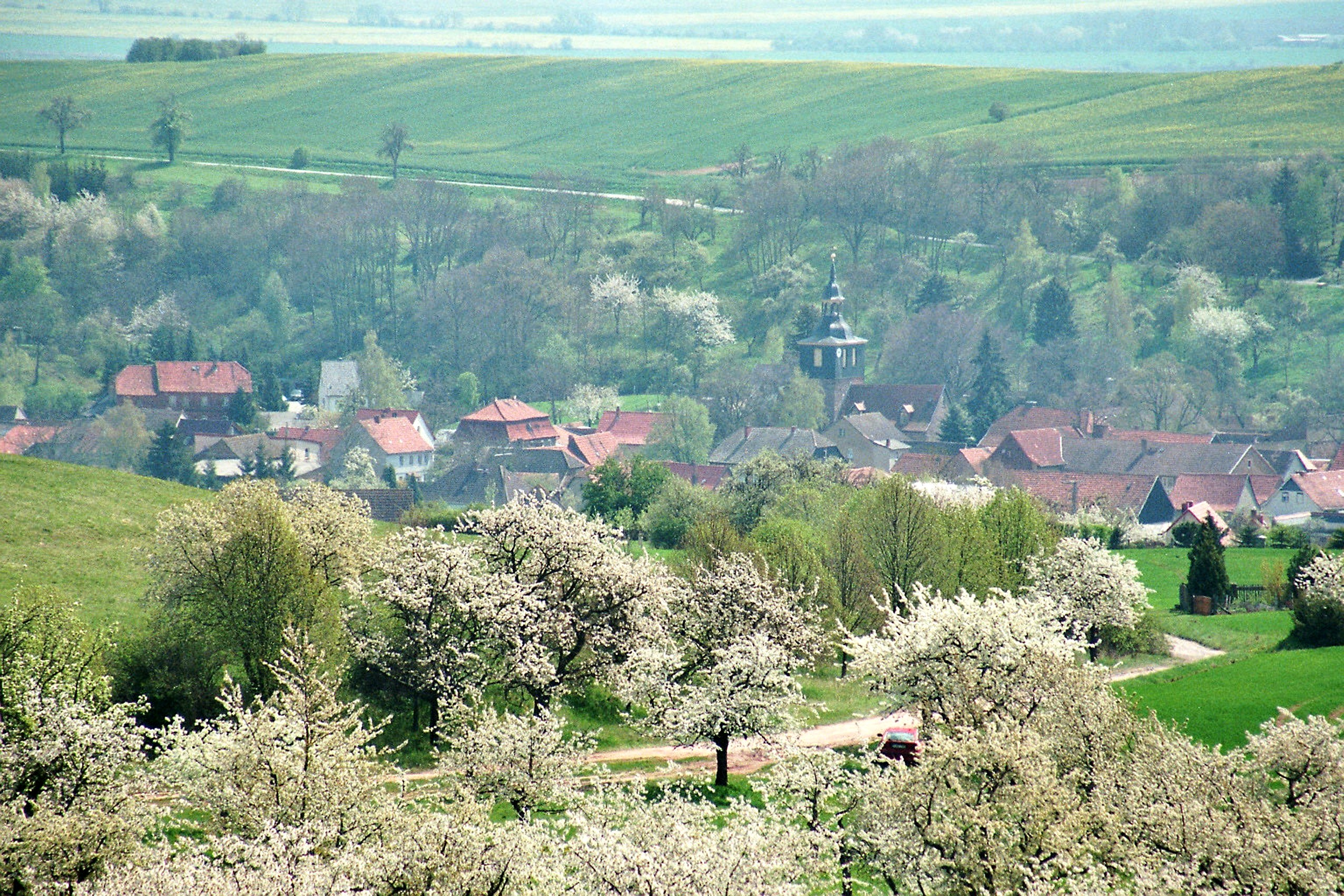
Het dorp Udersleben in de lente

## Geboren
- Dapayk (artiestennaam van Niklas Worgt; geboren op 8 februari 1978), in Duitsland beroemd muzikant, muziekproducer en -uitgever in het genre minimal techno
- Nils Schumann (20 mei 1978), middellangeafstandsloper
- Eva Padberg (27 januari 1980), fotomodel en actrice

## Partnergemeente
De stad onderhoudt sinds 1990 een jumelage met Bad Sooden-Allendorf in Hessen.